# Islas Amwaj
Las islas Amwaj (en árabe: جزر أمواج‎, transliterado: Juzur Amwaj) son un grupo de islas artificiales situadas en el noreste de Baréin, cerca de la isla de Muharraq. Ocupan cerca de 2.790.000 m² (2,79 km²)
Comprenden construcciones para uso residencial, comercial y de hotel, así como un puerto deportivo de 240 m de diámetro, y cupo para 140 embarcaciones.
Se proyecta unirlas a la isla principal mediante un puente de 1,8 km de largo.